# Spyglass
Spyglass, Inc (ancienne valeur NASDAQ : SPYG), était une société de logiciels Internet basée à Champaign dans l'Illinois, aux États-Unis.
L'entreprise a été fondée en 1990 à l'université de l'Illinois à Urbana-Champaign et fut créée pour commercialiser les technologies et soutenir le National Center for Supercomputing Applications (NCSA). Elle a été rachetée en 2000 par OpenTV.